# بروطيا سنانية
بروطيا سنانية (الاسم العلمي:Protea lanceolata) هو نوع من النباتات يتبع جنس البروطيا من الفصيلة البروطية.